# Rachitischer Rosenkranz
Als rachitischer Rosenkranz werden Auftreibungen an der Knorpel-Knochen-Grenze der Rippen und entlang beider Seiten des Brustbeins bezeichnet. Diese Brustkorbdeformierung ist tastbar und im fortgeschrittenen Stadium  auch sichtbar. Der rachitische Rosenkranz ist ein Symptom einer stark ausgeprägten Rachitis, einem dauerhaften Mangel an Vitamin D, der zu Mineralisationsstörungen der Knochenmatrix der Röhrenknochen führt. Ein etwas früher auftretendes Zeichen einer Rachitis ist das Marfan-Zeichen.